# Sava
Sava je najdulja rijeka u Hrvatskoj. Teče kroz Sloveniju, Hrvatsku, Bosnu i Hercegovinu, Srbiju. Površina slijeva Save iznosi 95 720 km2.

## Ime
Ime rijeke Save najvjerojatnije potječe od proto-indoeuropskog korijena sewh1  ("uzeti tekućinu") i sufiksa eh2  pa bi značenje bilo "ono što zalijeva". Grčki povjesničar i geograf Strabon u svom djelu Geographica (4.6.10, pisano između 20. god. pr. Kr. i 20. god.) rijeku Savu naziva Saüs, a slično je nazivaju i Rimljani koji koriste ime Savus. Drugo ime, koje Strabon koristi kada govori o rijeci Savi u cjelini ili o njenom donjem dijelu toka je Noarus. Među slavenskim narodima (posebice u Srbiji) ime "Sava" je uobičajeno muško i žensko ime.

## Smjer toka
Sava nastaje spajanjem Save Dolinke i Save Bohinjke, a utječe u Dunav. 
Sava Dolinka izvire kao slap Nadiža u Tamarskoj dolini, no odmah nakon toga ponire i teče podzemljem kroz dolinu Planice do Zelenaca kod Kranjske Gore, gdje se drugi put rađa kao zeleno jezerce. Sava Bohinjka nastaje izlijevanjem iz Bohinjskog jezera kod mjesta Ribčev Laz) u blizini Lancova u Sloveniji. 
Jednim dijelom čini riječnu granicu između Republike Hrvatske i Bosne i Hercegovine i potom između Bosne i Hercegovine i Srbije.
Širina korita u Zagrebu je 100 m, najveća širina joj je do 700 m (Šabac), na ušću u Dunav 290 m. Sava je najvodonosnija pritoka Dunava.

## Pritoke
Važniji pritoci od izvora prema ušću:
- lijeve – Savinja, Sutla, Krapina, Lonja, Orljava, Bosut
- desne – Sora, Ljubljanica, Krka, Kupa, Sunja, Una, Jablanica, Vrbas, Ukrina, Bosna, Tinja, Drina, Kolubara

## Vodeni sustav
Prosječan istjek vode na ušću je 1760 m³/s, a maksimalni 5000 m³/s. Najveći istijek je na prijelazu zime u proljeće. Led se stvara svake godine.

## Plovnost
Plovna je od Siska za veće brodove pri srednjem vodostaju a za manje brodove do Rugvice. To znači da u Zagrebu nije plovna, ali nije niti pitka zbog razvijene industrije i otpadnih voda, koje se ne pročišćuju. 

## Zagađenost
Zbog otpadnih voda i raznih tvornica pored Save, Sava nije pitka. Zanimljivo je da usprkos tomu ribiči na njenim obalama redovito pecaju. Za jedan od razloga zagađenosti Save često se neopravdano smatra nuklearna elektrana Krško u Sloveniji, ali izuzevši kontrolirano zagrijavanje ona nema drugih štetnih utjecaja.

## Zanimljivosti
Između mjesta Orašje i Brezovo Polje u Bosni, krajem srpnja, zbog transformacije larve imena Palingenia longicauda u leptira bijele boje dolazi do "cvjetanja" Save gdje tisuće leptira, koji žive samo jedan dan, ugiba i stvara površinski sloj na samoj rijeci. Po neslužbenim navodima lokalnog stanovništa, taj fenomen bio je uobičajen do kraja 60-ih godina 20. stoljeća od kada se sumnja da je zagađenjem Save postao puno rjeđi i blaži. 

## Dan rijeke Save
Od 1. lipnja 2007. godine, kada je u Zagrebu 1. lipnja službeno proglašen Danom rijeke Save, svake se godine obilježava Dan rijeke Save s ciljem promicanja značaja rijeke Save za sve zemlje u slivu, njenih iznimnih ekoloških vrijednosti i socio-ekonomskih potencijala.

## Turizam i sport
Međunarodni kajakaški Maraton Sava održava se od 1930., ali je imao višegodišnje prekide. Start je najčešće u Brežicama, ponekad u Krškom i Samoborskom Otoku, a cilj je uvijek u Zagrebu.
Međunarodna kajakaška regata "Slavonski Brod"  održava se od 1954. na Savi u Slavonskom Brodu koji je 2023. bio i domaćin Europskog prvenstva u kajak-kanu maratonu.
Kajakaški spust pod nazivom Štefanjsko novogodišnji spust održava se od 1971. na Savi u Zagrebu. 
Plivački maraton Štitar održava se više od 25 godina.

## Galerija
- slika 1. Skela u Medsavama
- slika 2. Zalaz sunca nad Savom u Zagrebu.
- slika 3. Sava Bohinjka
- slika 4. Savica vodopad, izvor Savice.
- slika 5. Sava u Beogradu.
- slika 6. Ušće Save u Dunav u Beogradu
- Sava u Beogradu

## Vanjske poveznice
1. Jürgen, Udolph, (28 March 2007). "Stara Europa u Hrvatskoj: ime rijeke Save". Folia onomastica Croatica(12/13).
2. Šašel Kos, Marjeta (2009). "Reka kot božanstvo – Sava v antiki" [River as a Deity – The Sava in Antiquity].